# Jonay Hernández
Jonay Miguel Hernández Santos (Maiquetía, Distrito Federal, Venezuela, 15 de febrero de 1979) es un exfutbolista y entrenador venezolano. Jugaba como defensa y su último equipo fue el CD Tenerife de la Segunda División de España.

## Biografía
Nacido en Maracay, Hernández inició su carrera futbolística en España con la Universidad de Las Palmas CF. En las siguientes temporadas, también en el país, jugó principalmente en Segunda División B, representando sucesivamente al Real Madrid Castilla, al CD Tenerife B (Tercera División) y al CD Ourense.
Hernández tuvo su primera -y única- experiencia en el fútbol de primera división en el verano de 2002, cuando firmó con el Dundee de la Liga Premier escocesa . El 28 de agosto de 2004 cerró el empate 4-4 como visitante contra el Hibernian , ya que la campaña finalmente terminó en descenso.
En enero de 2005, tras 89 partidos oficiales, Hernández regresó a España y fichó por el Córdoba CF. Con este club y el Ciudad de Murcia disputaría 15 partidos en Segunda División en dos temporadas, para posteriormente regresar a las categorías inferiores.
Tiene un hermano de nombre Daniel Hernández Santos guardameta nacido en Venezuela que juega con el Club Deportivo Tenerife de la Segunda División de España.

## Trayectoria posterior

### Zamora
En 2006 fichó por el Zamora pero el criollo sufrió una grave lesión y decidieron cederlo al Racing de Ferrol el resto de la temporada. Tras conseguir el ascenso a Segunda División con el club ferrolano, el jugador regresó al Zamora CF.

### Racing de Ferrol
El Zamora CF lo cedió para el resto de la temporada.
El 1 de abril de 2007 debutó en la jornada 30 contra el Pajara PJ jugando los 90 minutos y recibiendo una tarjeta amarilla con resultado de 0-0.
En la temporada de la Segunda división B española 2006/07 disputó 12 partidos los 12 de titular jugando 1061 minutos y recibiendo 4 tarjetas amarillas quedando terceros en la tabla clasificando a los playoffs de ascenso Jonay disputó 3 de los 4 partidos logrando el ascenso a Segunda División de España.

### Pontevedra
En 2007 se incorporó por 2 años al equipo del Pontevedra FC tras lograr su desvinculación del Zamora FC que era dueño de sus derechos deportivos.
En un entrenamiento con su nuevo club el Pontevedra durante la pretemporada, Jonay Hernández vio como en una acción en solitario se rompía el ligamento externo del tobillo del pie derecho, lo que le obligó a pasar por el quirófano el 14 de agosto y se estima que en dos o tres meses pueda estar otra vez en condiciones de jugar al fútbol.
El 21 de octubre de 2007 ya estaba recuperándose para volver a los terrenos de juego y el 14-11-07 disputó su primer partido con el Pontevedra FC saliendo de titular contra el Zaragoza FC en la Copa del Rey disputando los 90 minutos haciendo un buen partido.
El 17 de marzo de 2008 el exequipo de Jonay Hernández Zamora CF, tenía previsto celebrar el acto de conciliación con el venezolano. Ya que el jugador abandonó la disciplina zamorana antes de que finalizase su contrato para militar en el Pontevedra y ambas partes intentarían buscar un acuerdo ese día, pero al final no pudo ser.
Y es que ni Jonay ni su abogado se presentaron a la cita, por lo que el club zamorano ha presentado una demanda en el Juzgado de lo Social. Así lo confirmó el abogado del Zamora CF, Teodomiro Gómez, que respecto a la indemnización que se pretende conseguir matizó: "En un principio se pedirá la cantidad máxima". Por su parte, Jonay no quiso aclarar a la prensa los motivos por los que no se presentó al acto de conciliación.
En la Copa del Rey de fútbol 2007-08 disputó 1 partido jugando los 90 minutos y en la temporada de la Segunda División B de España 2007/08 disputó 15 partidos jugando 1283 minutos quedando segundos en la tabla pasando a los playoffs de ascenso Jonay no disputó ninguno de los 2 partidos y no lograron clasificar para ascender a Segunda.

### CD Leganés
En 2010 firma por 1 año con el equipo del CD Leganés tras finalizar contrato con UD Melilla donde jugó la última temporada

### CD Tenerife
El 27 de junio de 2011 se convierte en nuevo jugador del CD Tenerife. El 20 de agosto de 2012 se retiró del fútbol como jugador activo y se estrenará como técnico en las inferiores del CD Tenerife.

### Clubes
| Club                   | País    | Año       |
| ---------------------- | ------- | --------- |
| CD Tenerife B          | España  | 1997-1998 |
| Universidad Las Palmas | España  | 1998-1999 |
| RM Castilla            | España  | 1999-2000 |
| CD Ourense             | España  | 2000-2001 |
| RM Castilla            | España  | 2001-2002 |
| Dundee FC              | Escocia | 2002-2004 |
| Córdoba CF             | España  | 2004-2005 |
| Ciudad de Murcia       | España  | 2005-2006 |
| Zamora CF              | España  | 2006-2007 |
| R.Ferrol               | España  | 2006-2007 |
| Pontevedra CF          | España  | 2007-2009 |
| UD Melilla             | España  | 2009-2010 |
| CD Leganés             | España  | 2010-2011 |
| CD Tenerife            | España  | 2011-2012 |

## Selección nacional
- Debutó en la Selección de fútbol de Venezuela en un partido amistoso disputado contra Nigeria  el 26 de julio de 2003  disputado en el estadio Vicarage Road de Watford con resultado de 0-1 a favor de Nigeria.

- Debutó en Copa América contra Colombia el 6 de julio de 2004 disputado en el Estadio Nacional del Perú de Lima con resultado de 1-0 a favor de Colombia, disputando 65 minutos siendo sustituido por Jorge Rojas.

- Debutó en una Eliminatoria al Mundial contra Colombia  el 15 de noviembre de 2003  disputado en el Estadio Metropolitano Roberto Meléndez de Barranquilla con resultado de 1-0 a favor de Venezuela, disputando los 90 minutos.

El 6-6-2008 disputó el partido histórico contra Brasil ganándole 2-0 por primera vez tras 38 años y sin dejarle anotar gol por primera vez Jonay disputó un buen partido jugando 79 minutos.

### Jonay en la Vinotinto
| Detalle                  | Juegos | Goles |
| ------------------------ | ------ | ----- |
| Copa América             | 3      | 0     |
| Eliminatorias al Mundial | 16     | 0     |
| Amistosos                | 10     | 0     |
| Total                    | 29     | 0     |

Último Partido: Paraguay - Venezuela (09 Sept 2008)

### Participaciones en Copa América
| Copa América      | Sede | Resultado    | PJ | Goles |
| ----------------- | ---- | ------------ | -- | ----- |
| Copa América 2004 | Perú | Primera fase | 3  | 0     |

- En la Copa América del 2004 participó en los 3 partidos: 0-1 contra Colombia, disputando 65 minutos; 1-3 frente a Perú y 1-1 con Bolivia disputando los 90 minutos.

#### Participaciones en Clasificatorias a Copas del Mundo
| Eliminatorias                | País      | Resultado | Posición | Partidos | Goles |
| ---------------------------- | --------- | --------- | -------- | -------- | ----- |
| Eliminatorias Alemania 2006  | Alemania  | Eliminado | 9° lugar | 12       | 0     |
| Eliminatorias Sudáfrica 2010 | Sudáfrica | Eliminado | 8° lugar | 4        | 0     |

## Palmarés

### Campeonatos Amistosos
| Título                     | Club      | País    | Año       |
| -------------------------- | --------- | ------- | --------- |
| Subcampeón Copa de Escocia | Dundee FC | Escocia | 2002-2003 |